# Sahorre
Sahorre (em catalão:  Saorra) é uma comuna francesa na região administrativa da Occitânia, no departamento dos Pirenéus Orientais. Estende-se por uma área de 14.88 km², e possui 385 habitantes, segundo o censo de 2018, com uma densidade de 26 hab/km².